# Movimento Insurgente Anarquista
O Movimento Insurgente Anarquista é uma organização radical anarquista baseada no Brasil. O M.I.A. se tornou notável após uma série de ataques incendiários à agências bancárias em São Paulo, na cidade de São José dos Campos.
Os ataques, por serem inéditos e de rápida viralização através de sites e redes sociais no mundo inteiro, preconizaram o surgimento de um tipo mais agressivo de reivindicação política - e anarquista - no Brasil.

## Ideologia
O Movimento Insurgente Anarquista tem como pilar ideológico o Anarquismo insurrecionário,  vertente que defende a teoria e a prática revolucionária dentro do movimento anarquista, se opondo a organizações formais, empregando táticas de ação direta (violenta e outras mais), organizações informais, incluindo pequenos grupos de afinidade e organizações massivas que incluam os explorados. Entretanto, em entrevista à Revista Vice, há a indicação de que o grupo opera paralelamente à organizações formais anarquistas, pressupondo uma dualidade ideologica que não negue enquanto variedade de táticas a formalidade massificante e a informalidade insurgente.
Em um manifesto publicado no site Pastebin após o ataque incendiário a uma agência do Banco Itaú, o Movimento se posiciona contra a democracia representativa - segundo o grupo, "capitalizada e financeirazada até a raíz" - o Estado e o Capitalismo, que enxergam como pilares de uma "estrutura de dominação".
Há também citações referentes ao governo de Dilma Rousseff e à lei antiterrorismo, votada e aprovada pelo Senado no dia  28/10, a qual define novas fronteiras para a definição de terrorismo e suas penalidades criminais:
| Ao governo pelego, cínico e traidor de Dilma Rousseff, ressaltamos: Não há golpe a caminho. Sua gerência beneficia justamente os setores que depuseram Jango e Getúlio no século passado. Não há o que temer, visto que os setores golpistas de outrora agora estão muito bem saciados, ainda mais protegidos sob o manto de um "governo social". Não há sequer uma democracia a ser defendida. O regime político das quebradas, periferias e favelas do Brasil sempre foi o militar; a ditadura. Não queremos escolher o molho. Queremos sair do forno e decapitar o cozinheiro. |

| A lei antiterrorismo que hoje é pautada em congresso, não está muito longe do que a alguns anos atrás costumavam chamar de censura. Em nome da "segurança", mais uma vez atiram na liberdade. É mais uma tentativa de calar aqueles que não aceitam o jugo de ferro da austeridade, resultante da festa inacabável dos de cima. Se somos terroristas por queimarmos uma agência bancária? Sim, somos. Porém não mais terroristas que aqueles, sob ordem direta do Estado, chacinam negros e pobres na periferia. Não mais terroristas que aqueles que batem em professores ou grevistas. Não mais terroristas que aqueles que vendem gás lacrimogêneo, mísseis ou armas para o cruel regime sionista de Israel. O verdadeiro terror é imposto de cima para baixo, a partir daqueles que de fato possuem instrumento e dinheiro para aplicar o terror como método de dominação social e financeira. |

Ainda segundo a entrevista, o Movimento tem como inspiração e referência ideológica a CCF (Conspiração das Células de Fogo) e a Federação Anarquista Informal, ambos os grupos niilistas e insurgentes, que empregam táticas de ação direta como assaltos, ataques incendiários à bancos e concessionárias, assassinatos e bombardeios de políticos e figuras notáveis. Atualmente se encontram na lista de Grupos Terroristas segundo os EUA e a União Europeia. 

## Ataques

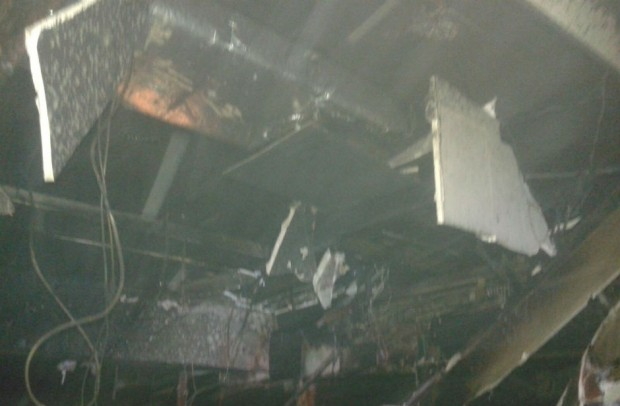
Foto da agência do Banco Itaú, atacada com explosivos no dia 13 de Setembro de 2015.

Na noite do dia 13 de Setembro, bombeiros e policiais foram acionados por volta das 21h:30 para conter as chamas que atingiram uma agência bancária na região central da cidade de São José dos Campos, São Paulo. Panfletos foram deixados no local, ligando a autoria do ataque ao MIA. Os caixas eletrônicos foram completamente danificados e parte do teto cedeu.
No texto-manifesto enviado à mídia, o grupo também assumiu a autoria de outro ataque contra uma agência do Bradesco, porém sem informar data ou local. A polícia civil confirmou a ação, entretanto a mesma teria ocorrido em uma agência do Santander, em Agosto, com uso de coquetel molotov.
Na madrugada do dia 16 de Novembro, o grupo assumiu a autoria de ataques incendiários contra quatro agências bancárias na região central da cidade de São Paulo, clamando solidariedade à luta dos estudantes secundaristas que ocupam escolas do estado, às marchas feministas contra Eduardo Cunha, às vítimas da enxurrada de lama que soterrou a cidade de Mariana em MG e aos anarquistas gregos da Conspiração das Células de Fogo, que se encontram atualmente emprisionados. A ação seguiu a mesma logística ao deixar panfletos no local e enviar publicações em texto anonimamente na internet para viralização. 

## Manifesto
O grupo divulgou um manifesto no Pastebin minutos após o ataque, além de também ter entrado em contato com uma mídia local para reivindicar publicamente a autoria do primeiro ataque. Após rápida viralização através de sites no Brasil (Estadão, Vaidapé, VICE), o grupo alcançou repercussão internacional.